# Half and, Half
Half and, Half album Hajasibara Megumi első albuma, mely 1991. március 21-én jelent meg a King Records kiadó gondozásában. A dalok megítélése mára megosztott, mert a későbbi albumokhoz képest meglehetősen egyszerű, a dalok nem olyan változatosak. Az album ennek ellenére sikeres, és közkedvelt lett.

## Dalok listája
| #   | Cím                                    | Hossz |
| --- | -------------------------------------- | ----- |
| 1.  | Kimi no Answer                         | 3:55  |
| 2.  | A Late Comer                           | 5:15  |
| 3.  | Nidzsi Iro no Sneaker                  | 4:13  |
| 4.  | Mannacu no Valentine                   | 4:27  |
| 5.  | Don’t Say "Wake up Baby!"              | 4:23  |
| 6.  | Ame no Hi no Shakespeare (To Fly Away) | 4:25  |
| 7.  | Friends                                | 3:32  |
| 8.  | College Ring Jo Kai ni Jukó            | 4:58  |
| 9.  | Regret ga Naite Iru                    | 4:23  |
| 10. | Koi no Scramble Race                   | 3:51  |
| 11. | El Wakt                                | 4:23  |
| 12. | Because                                | 4:20  |
|     |                                        | 52:05 |

## Az albumból készült kislemezek
- Nidzsi Iro no Sneaker (1991. március 5.)